# 澤倫齊
49°27′20″N 26°36′53″E / 49.45556°N 26.61472°E
澤倫齊（羅馬化：Dzelentsi）是位於烏克蘭西部的村莊，由赫梅利尼茨基州裡赫梅利尼茨基區的納爾凱維奇市鎮負責管轄。該村面積2.72平方公里，海拔高度332米，2001年人口527，人口密度每平方公里193.75人。